# 曼迪·哈泽
曼迪·哈泽（德語：Mandy Haase，1982年6月25日—），德国女子曲棍球运动员。她曾代表德国参加2004年、2008年和2012年夏季奥林匹克运动会曲棍球比赛，其中2004年奥运会获得一枚金牌。